# Esthiopterum gruis
Esthiopterum gruis är en insektsart som först beskrevs av Carl von Linné 1758.  Esthiopterum gruis ingår i släktet vingätare, och familjen spolätare. Arten är reproducerande i Sverige.